# In silico

In silico — термин, обозначающий компьютерное моделирование (симуляцию) эксперимента, чаще биологического. Фраза была создана по аналогии с фразами in vivo (в живом организме) и in vitro (в пробирке), которые часто используются в биологии, и сама не является латинской. Термин по написанию близок к латинскому выражению in silicio — «в кремнии», поскольку кремний как полупроводниковый материал играет важную роль в производстве компьютерного оборудования. Как и аналогичные фразы, пишется курсивом.

## Этимология
Выражение in silico было впервые введено в оборот в 1989 году на семинаре «Cellular Automata: Theory and Applications» в Лос-Аламосе, Нью-Мексико. Педро Мирамонтес (Pedro Miramontes), математик из Национального автономного мексиканского университета представил доклад «DNA and RNA Physicochemical Constraints, Cellular Automata and Molecular Evolution». В своем докладе Мирамонтес использовал выражение «in silico» для обозначения биологических экспериментов, полностью осуществленных на компьютере. Позже эта работа легла в основу его диссертации.
In silico использовалось в статьях, написанных в поддержку создания программ по изучению бактериальных геномов Комиссией Европейского союза. Первая научная статья, в которой было использовано это выражение, принадлежит перу французских исследователей. Первое упоминание в книге принадлежит Гансу Б. Зибургу (1990) в главе, основанной на докладе, прочитанном на летней школе по Сложным системам в Институте Санта-Фе.
С 1998 года издаётся специальный журнал «In silico Biology».